# 2022년 3월
| 2022년: 1월 · 2월 · 3월 · 4월 · 5월 · 6월 · 7월 · 8월 · 9월 · 10월 · 11월 · 12월 |

| \| 2022년 3월 1일 (화요일) \| \| 편집 \| |  |      |
| 국제 관계 - 우크라이나가 유럽 연합 임시 자격을 획득하였다. - 스위스가 러시아에 대한 제재 안에 동의했다. - 러시아의 유엔안보리 의장 지위가 몇 시간 내에 종료 될 예정이다. 문화와 예술 - 대한민국의 화가 김병기가 숨졌다. 보건과 환경 - 코로나19 범유행 - 대한민국의 0시 기준 누적 확진자 수가 3,273,449명으로 집계되었다. 전날 0시 대비 138,993명(국내 138,935, 해외유입 58)이 늘었다. 방역패스가 중단되었다. |  |      |
| 2022년 3월 1일 (화요일) |  | 편집 |

| 2022년 3월 1일 (화요일) |  | 편집 |

| \| 2022년 3월 2일 (수요일) \| \| 편집 \| |  |      |
| 군사 - 러시아-우크라이나 전쟁 - 2021~2022년 러시아-우크라이나 위기 - 폴란드 동부전선에 위치한 기갑, 방공, 산악병 부대가 훈련에 돌입했다. 보건과 환경 - 코로나19 범유행 - 대한민국의 0시 기준 누적 확진자 수가 3,492,686명으로 집계되었다. 전날 0시 대비 219,241명(국내 219,173, 해외유입 68)이 늘었다. 누계가 일부 정정(-4)되었다. 일일확진자 수가 처음으로 20만 명 이상 집계되었다. 지난 2022년 2월 18일 처음으로 일일확진자 수가 10만 명을 넘어선지 13일 만이다. |  |      |
| 2022년 3월 2일 (수요일) |  | 편집 |

| 2022년 3월 2일 (수요일) |  | 편집 |

| \| 2022년 3월 3일 (목요일) \| \| 편집 \| |  |      |
| 보건과 환경 - 코로나19 범유행 - 대한민국의 0시 기준 누적 확진자 수가 3,691,488명으로 집계되었다. 전날 0시 대비 198,803명(국내 198,749, 해외유입 54)이 늘었다. 누계가 일부 정정(-1)되었다. |  |      |
| 2022년 3월 3일 (목요일) |  | 편집 |

| 2022년 3월 3일 (목요일) |  | 편집 |

| \| 2022년 3월 4일 (금요일) \| \| 편집 \| |  |      |
| 보건과 환경 - 코로나19 범유행 - 대한민국의 0시 기준 누적 확진자 수가 3,958,326명으로 집계되었다. 전날 0시 대비 266,853명(국내 266,771, 해외유입 82)이 늘었다. 누계가 일부 정정(-15)되었다. 사고와 재해 - 경상북도 울진군에서 산불이 발생하여, 강원도 삼척시로 번졌고, 소방청은 전국 소방동원령 1호를 발령하였다. 스포츠 - 중화인민공화국 베이징에서 2022년 동계 패럴림픽이 개막했으며, 3월 13일까지 진행될 예정이다. 정치와 선거 - 대한민국 제20대 대통령 선거: 대선 사전 투표가 4, 5일 양일간 진행된다. 본투표는 3월 9일이다. |  |      |
| 2022년 3월 4일 (금요일) |  | 편집 |

| 2022년 3월 4일 (금요일) |  | 편집 |

| \| 2022년 3월 5일 (토요일) \| \| 편집 \| |  |      |
| 보건과 환경 - 코로나19 범유행 - 대한민국의 0시 기준 누적 확진자 수가 4,212,652명으로 집계되었다. 전날 0시 대비 254,327명(국내 254,250, 해외유입 77)이 늘었다. 누계가 일부 정정(-1)되었다. 누적 확진자 수가 400만 명을 넘어섰다. 2022년 2월 28일 300만 명을 넘어선지 닷새 만이다. 정치와 선거 - 대한민국 제20대 대통령 선거: 대선 사전 투표가 4일·5일 양일간 진행되었다. 본투표는 3월 9일이다. 사전 투표 마감이후 중앙선거관리위원회는 사전 투표 투표율이 전국 기준 36.93%로 집계되었으며, 처음 사전 투표가 도입된 2014년 지방 선거 이후 역대 최고라고 밝혔다. |  |      |
| 2022년 3월 5일 (토요일) |  | 편집 |

| 2022년 3월 5일 (토요일) |  | 편집 |

| \| 2022년 3월 6일 (일요일) \| \| 편집 \| |  |      |
| 보건과 환경 - 코로나19 범유행 - 대한민국의 0시 기준 누적 확진자 수가 4,456,264명으로 집계되었다. 전날 0시 대비 243,628명(국내 243,540, 해외유입 88)이 늘었다. 누계가 일부 정정(-16)되었다. |  |      |
| 2022년 3월 6일 (일요일) |  | 편집 |

| 2022년 3월 6일 (일요일) |  | 편집 |

| \| 2022년 3월 7일 (월요일) \| \| 편집 \| |  |      |
| 보건과 환경 - 코로나19 범유행 - 대한민국의 0시 기준 누적 확진자 수가 4,666,977명으로 집계되었다. 전날 0시 대비 210,716명(국내 210,628, 해외유입 88)이 늘었다. 누계가 일부 정정(-3)되었다. - 러시아-우크라이나 전쟁 - 스위스의 기자가 러시아군에게 PRESS라고 표시된 자신의 차에 총을 쏘고 여권, 현금 3,000유로, 노트북 및 추가 자료를 빼앗은 사건이 발생하였다. - 러시아가 오스트레일리아, 알바니아, 안도라, 영국, 유럽 연합, 아이슬란드, 캐나다, 리히텐슈타인, 미크로네시아 연방, 모나코, 뉴질랜드, 노르웨이, 대한민국, 산마리노, 북마케도니아, 싱가포르, 미국, 타이완, 우크라이나, 몬테네그로, 스위스, 일본을 비우호국가 및 지역으로 지정하였다 |  |      |
| 2022년 3월 7일 (월요일) |  | 편집 |

| 2022년 3월 7일 (월요일) |  | 편집 |

| \| 2022년 3월 8일 (화요일) \| \| 편집 \| |  |      |
| 보건과 환경 - 코로나19 범유행 - 대한민국의 0시 기준 누적 확진자 수가 4,869,691명으로 집계되었다. 전날 0시 대비 202,721명(국내 202,647, 해외유입 74)이 늘었다. 누계가 일부 정정(-7)되었다. 사고와 재해 - 마남모투섬이 대규모로 분화하여 화산재가 약 15 km 상공까지 분출하였다. |  |      |
| 2022년 3월 8일 (화요일) |  | 편집 |

| 2022년 3월 8일 (화요일) |  | 편집 |

| \| 2022년 3월 9일 (수요일) \| \| 편집 \| |  |      |
| 과학과 기술 - 다국적 탐사팀이 남극의 웨들해의 해저 3,000m 아래에서 1915년 난파된 인듀어런스호(Endurance)를 107년 만에 발견하였다. 인듀어런스호는 탐험가인 어니스트 섀클턴의 제국 남극 횡단 탐험대가 승선했던 선박으로 1915년에 난파·침몰하였다. 보건과 환경 - 코로나19 범유행 - 대한민국의 0시 기준 누적 확진자 수가 5,212,118명으로 집계되었다. 전날 0시 대비 342,446(국내 342,388, 해외유입 58)이 늘었다. 누계가 일부 정정(-19)되었다. 누적 확진자 수가 500만 명을 넘어섰다. 2022년 3월 5일 400만 명을 넘어선지 나흘 만이다. 정치와 선거 - 대한민국 제20대 대통령 선거가 실시되었다. 또한 3월 재보궐 선거도 함께 실시되었다. |  |      |
| 2022년 3월 9일 (수요일) |  | 편집 |

| 2022년 3월 9일 (수요일) |  | 편집 |

| \| 2022년 3월 10일 (목요일) \| \| 편집 \| |  |      |
| 보건과 환경 - 코로나19 범유행 - 대한민국의 0시 기준 누적 확진자 수가 5,539,650명으로 집계되었다. 전날 0시 대비 327,549(국내 327,490, 해외유입 59)이 늘었다. 누계가 일부 정정(-17)되었다. 스포츠 - 미국 메이저 리그 베이스볼(MLB) 노사가 새 단체협약에 합의하고, 오는 4월 8일 리그를 개막하기로 하였다. 이에 따라 스프링 트레이닝(스프링 캠프)가 3월 18일부터 4월 6일까지 진행되고, 4월 8일 개막해 162경기를 모두 치르기로 하였다. 이번 합의는 2022년 12월 2일 직장폐쇄가 결정된 이후 99일 만에 이루어졌다. 정치와 선거 - 윤석열(국민의힘) 후보가 대한민국 제20대 대통령 선거의 당선자로 결정되었다. 윤 당선자는 48.56%를 득표, 이재명(더불어민주당, 득표율 47.83%) 후보에 0.73%p를 앞섰다. 당선자는 두 달 뒤인 5월 10일에 문재인 대통령의 뒤를 잇는 제20대 대한민국 대통령에 취임할 예정이다. |  |      |
| 2022년 3월 10일 (목요일) |  | 편집 |

| 2022년 3월 10일 (목요일) |  | 편집 |

| \| 2022년 3월 11일 (금요일) \| \| 편집 \| |  |      |
| 보건과 환경 - 코로나19 범유행 - 대한민국의 0시 기준 누적 확진자 수가 5,822,626명으로 집계되었다. 전날 0시 대비 282,987명(국내 282,880, 해외유입 107)이 늘었다. 누계가 일부 정정(-11)되었다. 사고와 재해 - 2022년 울진-삼척 산불: 대한민국 중앙재난안전대책본부는 산불로 인한 삼림 피해 면적이 11일 06시 기준 23,993 헥타르(ha)로 추정된다고 밝혔다. - 지난 4일 발생한 산불은 계속 이어지고 있다. 이번 산불은 192시간(만 8일) 이상 이어지며, 1986년 관련 통계가 집계된 이래 가장 긴 산불이었던 2000년 동해안 산불(191시간)을 넘어 가장 오래 지속된 산불이 되었다. - 기상청은 오는 13일 산불 피해가 발생한 울진·삼척 일대 지역에 비가 내릴 것으로 전망하였다. - 소행성이자 근지구 천체인 2022 EB5이 노르웨이의 얀마옌섬 서남쪽 해역에 추락하였다. 사상자와 재산 피해는 없는 것으로 보고되었다. 정치와 선거 - 가브리엘 보리치가 칠레의 제36대 대통령으로 취임했으며, 칠레 역사상 최연소 대통령이 되었다. 임기는 4년으로, 2026년 3월 11일까지 직무를 수행하게된다. |  |      |
| 2022년 3월 11일 (금요일) |  | 편집 |

| 2022년 3월 11일 (금요일) |  | 편집 |

| \| 2022년 3월 12일 (토요일) \| \| 편집 \| |  |      |
| 보건과 환경 - 코로나19 범유행 - 대한민국의 0시 기준 누적 확진자 수가 6,206,277명으로 집계되었다. 전날 0시 대비 383,665명(국내 383,590, 해외유입 75)이 늘었다. 누계가 일부 정정(-14)되었다. 누적 확진자 수가 600만 명을 넘어섰다. 3월 9일 500만명을 넘어선지 사흘 만이다. 3월 9일의 342,446명을 넘어서 역대 최다 규모이다. 그리고 하루 사이 269명이 숨지며 누적 사망자는 1만 명을 넘어선 10,144명으로 집계되었다. 정치와 선거 - 투르크메니스탄의 구르반굴리 베르디무하메도프 대통령이 사임함에 따라, 조기 대통령 선거가 실시됐다. 이는 예정보다 2년 일찍 시작되는 선거로, 베르디무하메도프 대통령은 그의 아들인 세르다르 베르디무하메도프에게 대통령 직을 물려주기 위해 수 년동안 준비해왔다. 결과는 97.17%의 높은 투표율과 함께, 72.97%의 득표율을 받으며 투르크메니스탄 민주당의 세르다르 베르디무하메도프 후보가 당선되었다. |  |      |
| 2022년 3월 12일 (토요일) |  | 편집 |

| 2022년 3월 12일 (토요일) |  | 편집 |

| \| 2022년 3월 13일 (일요일) \| \| 편집 \| |  |      |
| 문화와 예술 - 영화 파워 오브 도그가 제75회 영국 아카데미 영화상에서 작품상과 감독상(제인 캠피언 감독)을 수상하였다. 보건과 환경 - 코로나19 범유행 - 대한민국의 0시 기준 누적 확진자 수가 6,556,453명으로 집계되었다. 전날 0시 대비 350,190명(국내 350,157, 해외유입 33)이 늘었다. 누계가 일부 정정(-14)되었다. 사고와 재해 - 2022년 울진-삼척 산불: 당국이 213시간 43분 만에 산불의 주불이 진화되었다고 밝혔다. 이번 산불은 1986년 관련 통계를 집계한 이후, 역대 가장 긴 시간 이어진 산불로서 3월 4일 오전 11시 17분 울진에서 산불이 난 지 213시간 43분 만에 진화됐다. 이는 2000년 동해안 산불의 191시간을 뛰어넘은 것이다. 삼림 면적 20,000 헥타르(ha) 이상이 산불 피해를 입은 것으로 추정되며, 실제 면적은 추후 조사를 통해 확정될 것으로 알려졌다. 정치와 선거 - 바하근 하차투랸이 아르메니아의 제5대 대통령으로 취임했다. 하차투랸은 전임 대통령인 아르멘 사르키샨이 2022년 2월 1일 대통령직 사임으로 인한 대통령직 궐위로 2022년 3월 3일에 열린 조기선거에서 유일한 후보로 나와 당선됐다. |  |      |
| 2022년 3월 13일 (일요일) |  | 편집 |

| 2022년 3월 13일 (일요일) |  | 편집 |

| \| 2022년 3월 14일 (월요일) \| \| 편집 \| |  |      |
| 군사 - 러시아-우크라이나 전쟁 - 러시아군이 무기를 지원하는 중립국 차량, 선박에 대해서도 공격을 하겠다고 선언했다. - 우크라이나 남부 오데사에 러시아 해군의 상륙이 임박했다. - 러시아군의 무차별적 포격(백린탄) 및 폭격으로 건물 붕괴와 민간인 피해가 발생하였다. - 자포리자 원자력 발전소 원전 1호기 근처에서 다시 폭발이 발생하였다. 보건과 환경 - 코로나19 범유행 - 대한민국의 0시 기준 누적 확진자 수가 6,866,222명으로 집계되었다. 전날 0시 대비 309,790명(국내 309,728, 해외유입 62)이 늘었다. 누계가 일부 정정(-21)되었다. - 프랑스가 실내 마스크 착용을 비롯한 방역 수칙을 전면 해제하였다. |  |      |
| 2022년 3월 14일 (월요일) |  | 편집 |

| 2022년 3월 14일 (월요일) |  | 편집 |

| \| 2022년 3월 15일 (화요일) \| \| 편집 \| |  |      |
| 보건과 환경 - 코로나19 범유행 - 대한민국의 0시 기준 누적 확진자 수가 7,228,550명으로 집계되었다. 전날 0시 대비 362,338명(국내 362,283, 해외유입 55)이 늘었다. 누계가 일부 정정(-10)되었다. 누적 확진자 수가 700만명을 넘어섰다. 3월 12일 600만명을 넘어선지 사흘 만이다. |  |      |
| 2022년 3월 15일 (화요일) |  | 편집 |

| 2022년 3월 15일 (화요일) |  | 편집 |

| \| 2022년 3월 16일 (수요일) \| \| 편집 \| |  |      |
| 국제 관계 - 유럽 평의회 각료위원회는 2022년 2월 24일부터 시작된 우크라이나 침공에 관한 책임을 물어 러시아를 유럽 평의회에서 제명한다고 결정했다. 경제와 비즈니스 - 미국 연방준비제도(Fed, 연준)는 연방공개시장위원회(FOMC) 정례 회의에서 기준금리를 0.25%p 인상하기로 하였다. 이에 따라 기준금리는 0.25%~0.50% 수준이 되었다. - 연준의 이전 마지막 금리 인상은 2018년 12월이고, 이후 3년 3개월여 만의 인상이다. 2018년 12월 이후에 2019년 7월 금리가 인하되었다. 그리고 코로나19 유행과 관련하여 2020년 3월 3일 0.5%p를 긴급 인하하였고, 3월 15일 또 다시 1.0%p를 추가 인하하였다. 이후 직전 정례회의가 있었던 2022년 1월까지 열다섯 차례에 걸쳐 금리 유지 결정하였다. - 연준은 이와 함께 인플레이션 등과 관련한 금리 인상 기조를 시사하였다. 보건과 환경 - 코로나19 범유행 - 대한민국의 0시 기준 누적 확진자 수가 7,629,275명으로 집계되었다. 전날 0시 대비 400,741명(국내 400,624, 해외유입 117)이 늘었다. 누계가 일부 정정(-16)되었다. 일일 확진자 수가 처음으로 40만 명을 넘었으며, 3월 12일(383,665명) 확진자 수를 넘어서서 최다 확진자 수를 경신하였다. 재해와 사고 - 일본 후쿠시마 앞 바다에서 모멘트 규모 7.3의 지진이 발생하였다. 이 지진으로 최소 4명이 숨지고 100명 이상이 부상을 입은 것으로 알려졌다. 정치와 선거 - 대한민국 문재인 대통령과 윤석열 대통령 당선자 사이의 오찬 회동이 무산되었다. 양측은 실무협의가 마무리되지 않은 것이 까닭이라고 설명하였다. |  |      |
| 2022년 3월 16일 (수요일) |  | 편집 |

| 2022년 3월 16일 (수요일) |  | 편집 |

| \| 2022년 3월 17일 (목요일) \| \| 편집 \| |  |      |
| 보건과 환경 - 코로나19 범유행 - 대한민국의 0시 기준 누적 확진자 수가 8,250,592명으로 집계되었다. 전날 0시 대비 621,328명(국내 621,266, 해외유입 62)이 늘었다. 누계가 일부 정정(-11)되었다. 일일 확진자 수가 처음으로 60만 명을 넘었으며, 전날인 3월 16일(400,741명) 확진자 수를 넘어서서 최다 확진자 수를 경신하였다. 누적 확진자 수가 800만 명을 넘어섰으며, 이는 3월 15일 700만 명을 넘어선지 이틀 만이다. |  |      |
| 2022년 3월 17일 (목요일) |  | 편집 |

| 2022년 3월 17일 (목요일) |  | 편집 |

| \| 2022년 3월 18일 (금요일) \| \| 편집 \| |  |      |
| 보건과 환경 - 코로나19 범유행 - 대한민국의 0시 기준 누적 확진자 수가 8,657,609명으로 집계되었다. 전날 0시 대비 407,017명(국내 406,978, 해외유입 39)이 늘었다. 정치와 선거 - 미국의 정치인 돈 영이 숨졌다. 영은 1973년부터 2022년까지 49년 이상을 하원 의원(알래스카 광역구)으로 재직하였다. |  |      |
| 2022년 3월 18일 (금요일) |  | 편집 |

| 2022년 3월 18일 (금요일) |  | 편집 |

| \| 2022년 3월 19일 (토요일) \| \| 편집 \| |  |      |
| 보건과 환경 - 코로나19 범유행 - 대한민국의 0시 기준 누적 확진자 수가 9,038,938명으로 집계되었다. 전날 0시 대비 381,454명(국내 381,391, 해외유입 63)이 늘었다. 누계가 일부 정정(-125) 되었다. 누적 확진자 수가 900만 명을 넘어섰으며, 이는 3월 17일 800만 명을 넘어선 지 이틀 만이다. |  |      |
| 2022년 3월 19일 (토요일) |  | 편집 |

| 2022년 3월 19일 (토요일) |  | 편집 |

| \| 2022년 3월 20일 (일요일) \| \| 편집 \| |  |      |
| 보건과 환경 - 코로나19 범유행 - 대한민국의 0시 기준 누적 확진자 수가 9,373,646명으로 집계되었다. 전날 0시 대비 334,708명(국내 334,686, 해외유입 22)이 늘었다. 스포츠 - 대한민국의 높이뛰기 선수 우상혁이 세르비아 베오그라드에서 열린 2022년 세계 실내 육상 선수권 대회에서 2.34m의 기록으로 우승하였다. 실내 육상 선수권에서 대한민국 선수가 기록한 첫 메달이다. 이전 최고 기록은 손주일이 1955년 바로셀로나 대회 남자 400m에서 기록한 5위이다. |  |      |
| 2022년 3월 20일 (일요일) |  | 편집 |

| 2022년 3월 20일 (일요일) |  | 편집 |

| \| 2022년 3월 21일 (월요일) \| \| 편집 \| |  |      |
| 보건과 환경 - 코로나19 범유행 - 대한민국의 0시 기준 누적 확진자 수가 9,582,815명으로 집계되었다. 전날 0시 대비 209,169명(국내 209,131, 해외유입 38)이 늘었다. 스포츠 - 2022년 세계 피겨스케이팅 선수권 대회가 프랑스 몽펠리에에서 열렸다. 본 대회는 3월 27일까지, 5일간 진행된다. 재해와 사고 - 중국동방항공 5735편 추락 사고 - 중화인민공화국 국적의 중국동방항공 소속 보잉 737 여객기가 쿤밍 창수이 국제공항에서 광저우 바이윈 국제공항로 가는 도중 광시구의 야산에 추락하는 사고가 발생했다. 항공기에는 123명의 승객과 9명의 승무원이 탑승해 있었다. |  |      |
| 2022년 3월 21일 (월요일) |  | 편집 |

| 2022년 3월 21일 (월요일) |  | 편집 |

| \| 2022년 3월 22일 (화요일) \| \| 편집 \| |  |      |
| 보건과 환경 - 코로나19 범유행 - 대한민국의 0시 기준 누적 확진자 수가 9,936,540명으로 집계되었다. 전날 0시 대비 353,980명(국내 353,934, 해외유입 46)이 늘었다. 누계가 일부 정정(-255) 되었다. |  |      |
| 2022년 3월 22일 (화요일) |  | 편집 |

| 2022년 3월 22일 (화요일) |  | 편집 |

| \| 2022년 3월 23일 (수요일) \| \| 편집 \| |  |      |
| 과학과 기술 - 2022년 아벨상 수상자로 미국의 위상수학자 데니스 설리번이 선정되었다. 보건과 환경 - 코로나19 범유행 - 대한민국의 코로나19 범유행 - 대한민국의 0시 기준 누적 확진자 수가 10,427,247명으로 집계되었다. 전날 0시 대비 490,881명(국내 490,839, 해외유입 42)이 늘었다. 누계가 일부 정정(-174) 되었다. 2022년 3월 19일 900만 명을 넘어선지 나흘 만이다. - 대한민국은 2020년 1월 20일 처음 확진자가 나왔고, 누적 확진자 수는 2021년 3월 25일에 10만 명, 12월 10일에 50만 명, 2022년 2월 6일에 100만 명, 열하루 전인 3월 12일에 500만 명을 각각 넘어섰다. 정치와 선거 - 미국의 외교관 매들린 올브라이트가 숨졌다. 올브라이트는 제20대 유엔주재 미국 대사, 제64대 국무장관 등을 역임하였다. |  |      |
| 2022년 3월 23일 (수요일) |  | 편집 |

| 2022년 3월 23일 (수요일) |  | 편집 |

| \| 2022년 3월 24일 (목요일) \| \| 편집 \| |  |      |
| 보건과 환경 - 코로나19 범유행 - 대한민국의 0시 기준 누적 확진자 수가 10,822,836명으로 집계되었다. 전날 0시 대비 395,598명(국내 395,531, 해외유입 67)이 늘었다. 누계가 일부 정정(-9) 되었다. |  |      |
| 2022년 3월 24일 (목요일) |  | 편집 |

| 2022년 3월 24일 (목요일) |  | 편집 |

| \| 2022년 3월 25일 (금요일) \| \| 편집 \| |  |      |
| 보건과 환경 - 코로나19 범유행 - 대한민국의 0시 기준 누적 확진자 수가 11,162,232명으로 집계되었다. 전날 0시 대비 339,514명(국내 339,485, 해외유입 29)이 늘었다. 누계가 일부 정정(-118) 되었다. |  |      |
| 2022년 3월 25일 (금요일) |  | 편집 |

| 2022년 3월 25일 (금요일) |  | 편집 |

| \| 2022년 3월 26일 (토요일) \| \| 편집 \| |  |      |
| 보건과 환경 - 코로나19 범유행 - 대한민국의 0시 기준 누적 확진자 수가 11,497,711명으로 집계되었다. 전날 0시 대비 335,580명(국내 335,531, 해외유입 49)이 늘었다. 누계가 일부 정정(-101) 되었다. 정치와 선거 - 몰타 의회의 국회의원 선거가 시행됐다. 여당인 노동당과 야당인 국민당이 맞붙으며, 총 의석 수는 67석이다. |  |      |
| 2022년 3월 26일 (토요일) |  | 편집 |

| 2022년 3월 26일 (토요일) |  | 편집 |

| \| 2022년 3월 27일 (일요일) \| \| 편집 \| |  |      |
| 문화와 예술 - 제94회 아카데미상 시상식이 열렸다. 작품상에는 코다(CODA, 샨 헤이더 감독)가 선정되었다. 코다의 작품상 수상은 OTT 서비스 작품으로는 처음이다. 보건과 환경 - 코로나19 범유행 - 대한민국의 0시 기준 누적 확진자 수가 11,815,841명으로 집계되었다. 전날 0시 대비 318,130명(국내 318,087, 해외유입 43)이 늘었다. 정치와 선거 - 2020년 3월 1일에 취임한 라카예 우루과이 대통령의 주요 정책인 '긴급심의법'(LUC, Ley de Urgente Consideracion)의 총 467개 조항 중, 총 135개 조항에 대한 폐지 여부를 결정하는 국민투표가 시행됐다. |  |      |
| 2022년 3월 27일 (일요일) |  | 편집 |

| 2022년 3월 27일 (일요일) |  | 편집 |

| \| 2022년 3월 28일 (월요일) \| \| 편집 \| |  |      |
| 보건과 환경 - 코로나19 범유행 - 대한민국의 0시 기준 누적 확진자 수가 12,003,054명으로 집계되었다. 전날 0시 대비 187,213명(국내 187,188, 해외유입 25)이 늘었다. - 중화인민공화국 상하이시가 확진자 급증과 관련하여 황푸강 동쪽(푸둥) 지역을 봉쇄하였다. 지역 당국은 동쪽과 서쪽(푸시)지역을 번갈아가며 나흘씩 봉쇄하기로 하였다. 사회 - 울릉도 일주도로: 대한민국 경상북도 울릉군의 서면 남양리에 2차선 남양터널(길이 459 m)이 새롭게 개통되었다. 울릉도는 이번에 교행이 가능한 터널이 개통되면서 신호등을 이용한 진출입 제한 구간이 모두 사라지게 되었다. 터널 개통식에는 이철우 경상북도지사, 김병수 울릉군수 등이 참석하였다. |  |      |
| 2022년 3월 28일 (월요일) |  | 편집 |

| 2022년 3월 28일 (월요일) |  | 편집 |

| \| 2022년 3월 29일 (화요일) \| \| 편집 \| |  |      |
| 보건과 환경 - 코로나19 범유행 - 대한민국의 0시 기준 누적 확진자 수가 12,350,428명으로 집계되었다. 전날 0시 대비 347,554명(국내 347,513, 해외유입 41)이 늘었다. 누계가 일부 정정(-180)되었다. |  |      |
| 2022년 3월 29일 (화요일) |  | 편집 |

| 2022년 3월 29일 (화요일) |  | 편집 |

| \| 2022년 3월 30일 (수요일) \| \| 편집 \| |  |      |
| 보건과 환경 - 코로나19 범유행 - 대한민국의 0시 기준 누적 확진자 수가 12,774,956명으로 집계되었다. 전날 0시 대비 424,641명(국내 424,609, 해외유입 32)이 늘었다. 누계가 일부 정정(-113)되었다. |  |      |
| 2022년 3월 30일 (수요일) |  | 편집 |

| 2022년 3월 30일 (수요일) |  | 편집 |

| \| 2022년 3월 31일 (목요일) \| \| 편집 \| |  |      |
| 경제와 비즈니스 - 미국의 조 바이든 대통령이 유가 상승과 관련하여, 보유 중인 전략비축유를 방출한다고 밝혔다. 향후 6개월간 일일 최대 100만 배럴씩 방출할 것으로 알려졌다. 과학과 기술 - 인간 유전체 프로젝트가 시작된지 30여 년만에 인간 유전체 해독이 완전 완료되었다. 프로젝트는 2003년 마무리되었으나, 기술적 한계로 약 8% 분량은 해독되지 못했다. 미국 국립보건원 산하 인간유전체 연구소(National Human Genome Research Institute)를 중심으로한 국제 공동 연구진은 20여 년에 걸쳐 나머지 부분 해독까지 완료한 것으로 알려졌다. 보건과 환경 - 코로나19 범유행 - 대한민국의 0시 기준 누적 확진자 수가 13,095,631명으로 집계되었다. 전날 0시 대비 320,743명(국내 320,719, 해외유입 24)이 늘었다. 누계가 일부 정정(-68)되었다. |  |      |
| 2022년 3월 31일 (목요일) |  | 편집 |

| 2022년 3월 31일 (목요일) |  | 편집 |

| <          | 2022년 3월 | 2022년 3월  | 2022년 3월 | 2022년 3월 | 2022년 3월 | >          |  |  |  |
| 일         | 월         | 화          | 수         | 목         | 금         | 토         |  |  |  |
|            |            | 1 1.29 계축 | 2 30 갑인  | 3 2.1 을묘 | 4 2 병진   | 5 3 정사   |  |  |  |
| 6 4 무오   | 7 5 기미   | 8 6 경신    | 9 7 신유   | 10 8 임술  | 11 9 계해  | 12 10 갑자 |  |  |  |
| 13 11 을축 | 14 12 병인 | 15 13 정묘  | 16 14 무진 | 17 15 기사 | 18 16 경오 | 19 17 신미 |  |  |  |
| 20 18 임신 | 21 19 계유 | 22 20 갑술  | 23 21 을해 | 24 22 병자 | 25 23 정축 | 26 24 무인 |  |  |  |
| 27 25 기묘 | 28 26 경진 | 29 27 신사  | 30 28 임오 | 31 29 계미 |            |            |  |  |  |

| - 2022년 - 2월 - 3월 - 4월 - 9일 - 대한민국 제20대 대통령 선거 - 대한민국 3월 재보궐 선거 편집하기 |